# Чибјана ди Кадоре
Чибјана ди Кадоре (итал. Cibiana di Cadore) је насеље у Италији у округу Белуно, региону Венето.
Према процени из 2011. у насељу је живело 290 становника. Насеље се налази на надморској висини од 1036 м.

## Становништво
Према резултатима пописа становништва 2011. у општини је живело 423 становника.
| 1936. | 1951. | 1961. | 1971. | 1981. | 1991. | 2001. | 2011. |
| ----- | ----- | ----- | ----- | ----- | ----- | ----- | ----- |
| 1.260 | 1.272 | 1.054 | 917   | 740   | 645   | 483   | 423   |